# Sened
Sened zou een koning uit de 2e dynastie van de Egyptische oudheid zijn.

## Regering
Deze farao wordt tussen twee grote koningen in geplaatst óf hij wordt geïdentificeerd met Seth-Peribsen (Sechemib) of Weneg(nebti) Het is niet bekend hoeveel jaar Sened heeft geleefd. Door de Griekse/Egyptische priester Manetho werd het geschat op 41 regeringsjaren. Het Turijn-papyrus vermeldt 54 of 70 jaar.
Over de persoon weten we weinig. Het is de eerste farao (zie Nesoet-bit-naam) wiens naam in een cartouche is gevonden voor farao Hoeni, die met deze traditie startte. Dit verschilt met andere farao's die postuum een cartouche verkregen in diverse koningslijsten, zoals bij Narmer.

### Bewijzen / Documenten
- Een inscriptie op steen met zijn naam erop. Het werd herbruikt in de dodentempel van koning Chefren in Gizeh.[3]
- Vermelding in een privé graf van een ambtenaar, die dienaar was van de dienst van koning Sened(j).[4]
- Een kleine bronze beeld, met een geknielde farao. Op zijn taille staat zijn naam geschreven.

## Galerij

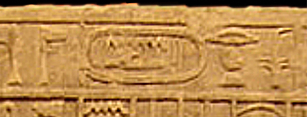
Relief uit de tombe van Sjery.
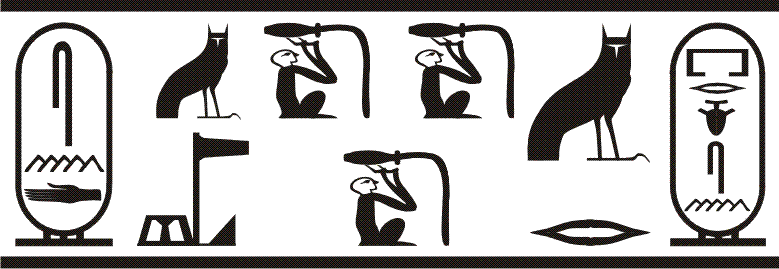
Valse deur inscriptie van hogepriester Sjery die de koningen Peribsen en Sened noemt.
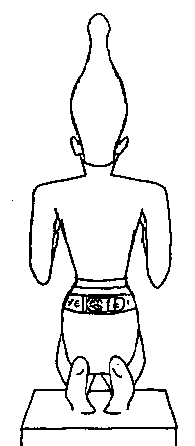
Bronzen beeld van koning Sened.
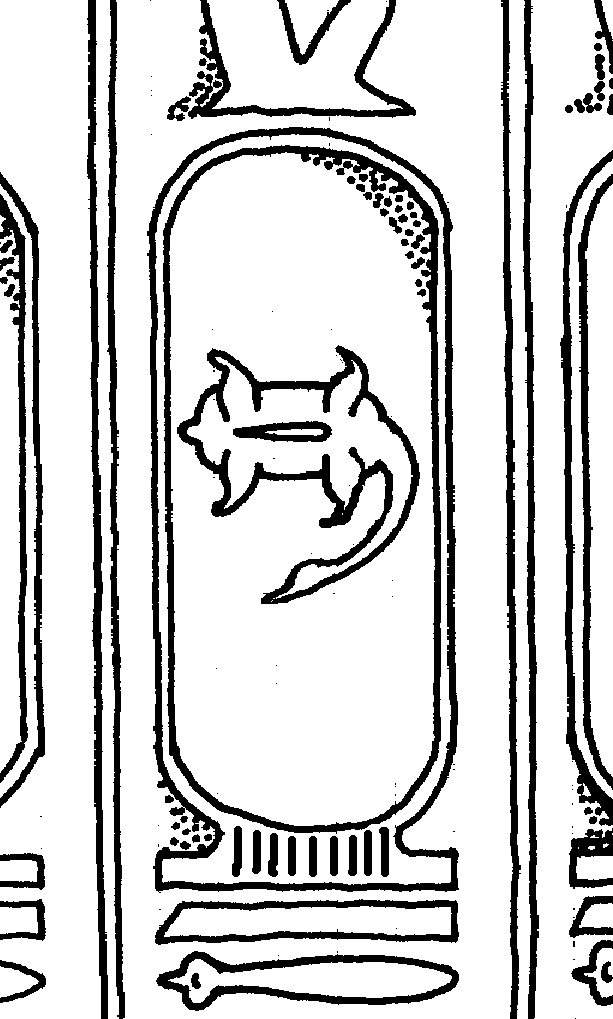
Koningsnaam van Sened op de koningslijst van Sakkara.
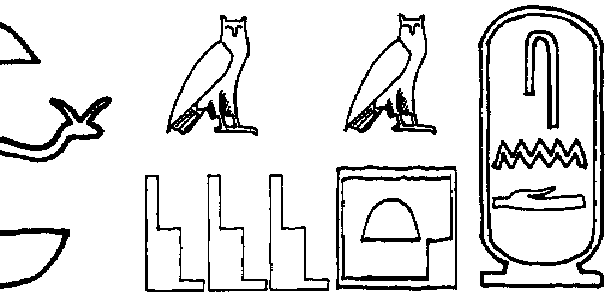
Detail van een inscriptie van hogepriester Sjery.
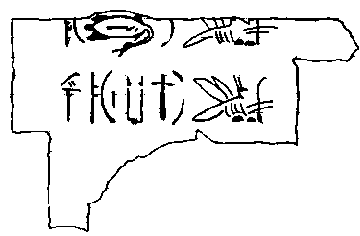
Detail van de koningslijst van Turijn.

## Externe bron
- xoomer.alice.it/francescoraf/hesyra/sened